# クトロフィアーノ
クトロフィアーノ（イタリア語: Cutrofiano）は、イタリア共和国プッリャ州レッチェ県にある、人口約8,900人の基礎自治体（コムーネ）。

## 地理

### 位置・広がり

#### 隣接コムーネ
隣接するコムーネは以下の通り。
- アラデーオ
- コッレパッソ
- コリリアーノ・ドトラント
- ガラティーナ
- マーリエ
- メルピニャーノ
- ネヴィアーノ
- スコッラーノ
- ソリアーノ・カヴール
- スペルサーノ